# Alliantie voor de Grote Verandering
De Alliantie voor de Grote Verandering (Alianza por el Gran Cambio) was een politieke alliantie in Peru die in de aanloop naar de verkiezingen van 2011 werd opgericht. 
De alliantie bestond uit de Christelijke Volkspartij, de Alliantie voor de Vooruitgang, de Peruviaanse Humanistische Partij en Nationale Restauratie.
Pedro Pablo Kuczynski was de presidentskandidaat tijdens de verkiezingen van 2011, waarbij werd gekozen voor een op de persoon gerichte campagne. In de eerste ronde behaalde hij met 18,5% van de stemmen de derde plaats, waardoor hij uitgeschakeld was voor de volgende kiesronde.
Tijdens dezelfde verkiezingen werd het Peruviaanse congres gekozen, waarin de alliantie 12 van de 130 zetels behaalde.